# Mundburg
Die Mundburg ist eine abgegangene Niederungsburg bei Müden oder Wienhausen im Landkreis Gifhorn in Niedersachsen. Den Hildesheimer Annalen zufolge wurde sie von Bischof Bernward an der Mündung der Oker in die Aller errichtet.

## Lage
Die Burg lag in der Niederung der Aller, was in dem damals sumpfigen Gebiet einen natürlichen Schutz bot. Ihr genauer Standort ist bis heute nicht sicher nachgewiesen. Aufgrund ihrer Funktion als Münzstätte müssten sich im Boden eindeutig zu identifizierende Reste erhalten haben. 2013 erfolgten archäologische Prospektionsmaßnahmen, zunächst durch Luftbildarchäologie und später mittels geophysikalischer Methoden.

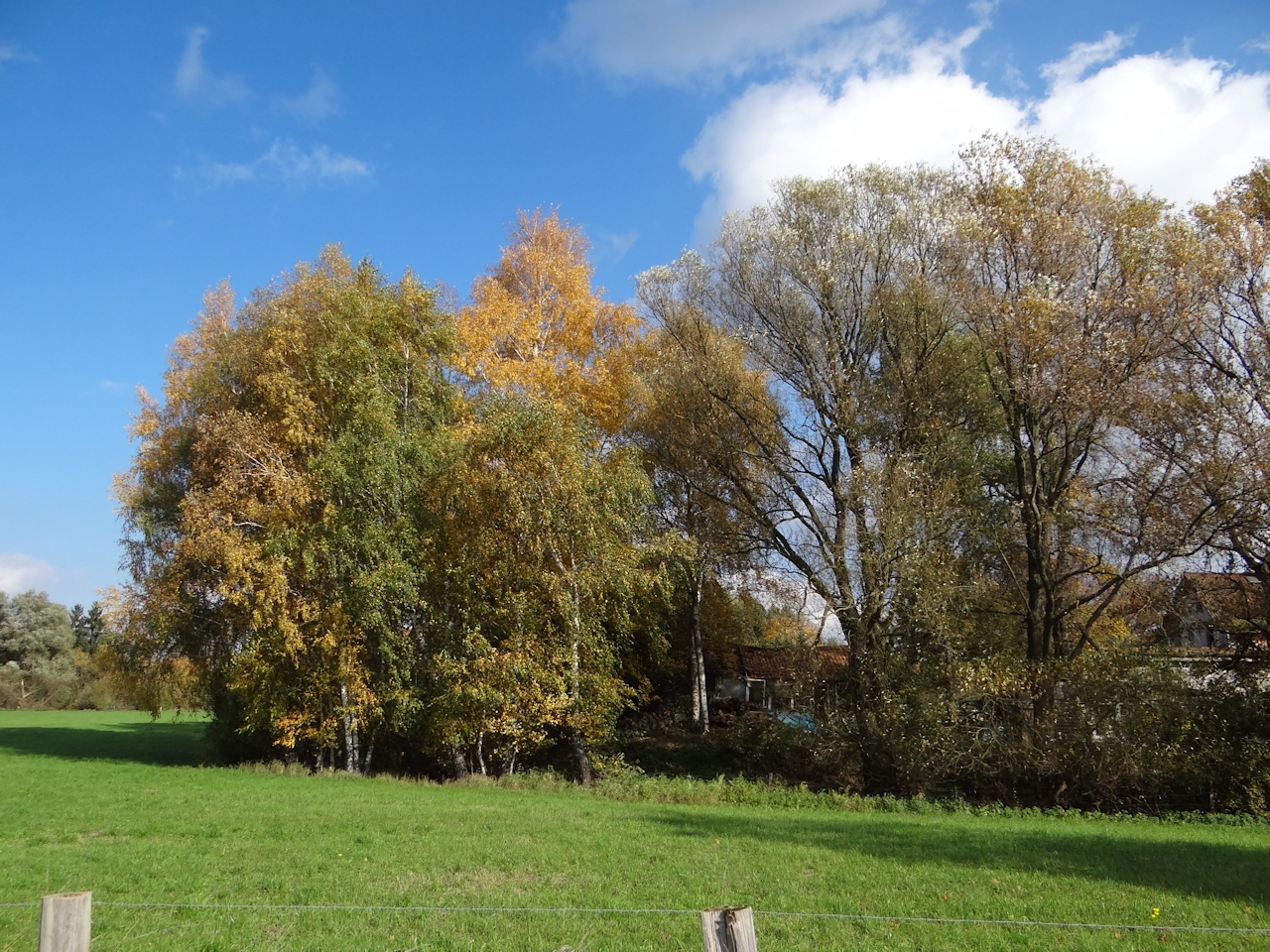
Mögliches Areal der Burg beim Gut Dieckhorst in Müden

Der Prähistoriker Carl Schuchhardt vermutete die Lage der Mundburg westlich von Gut Dieckhorst auf einer Sandinsel in der Allerniederung. Diese Stelle liegt auch heute nahe der Aller und wird von einem Graben umflossen, der mit dem Fluss in Verbindung steht. Heute verläuft unweit der Zusammenfluss von Oker und Aller. Die Burgstelle wird von Schuchhardt als künstlich aufgeschütteter Hügel von ovalem Grundriss mit einem Ausmaß von ca. 60 × 40 m beschrieben, der sich ca. 2,50 m über der Umgebung erhob. Heute ist die Burgstelle durch moderne Wohnbebauung überprägt und in ihrem Charakter nicht mehr erkennbar.

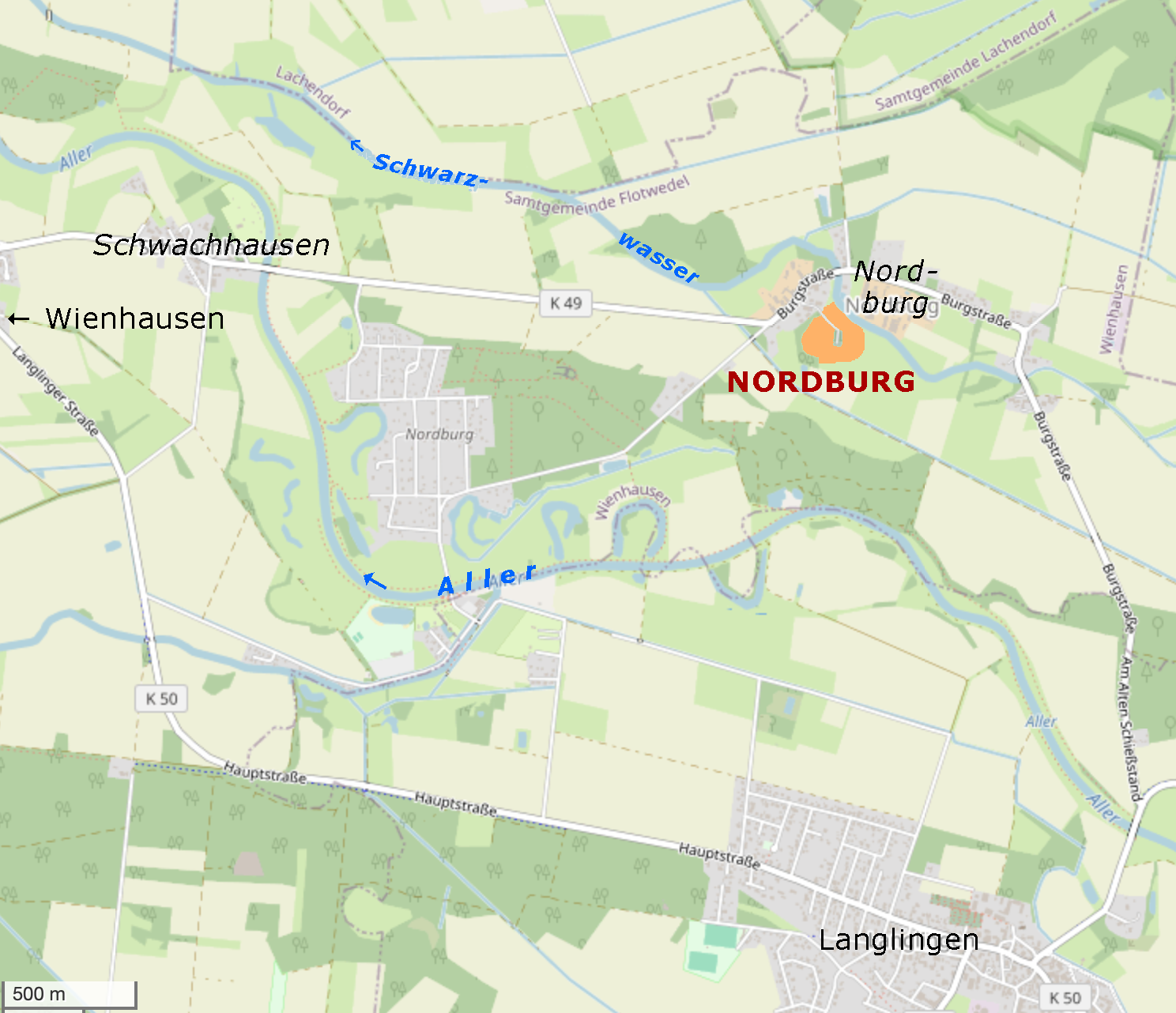
Nordburg, östlich von Wienhausen

Bei der Gründung der Burg mündete die Oker allerdings nicht bei Müden in die Aller, sondern bei Wienhausen. Daher vermutet der Siedlungsgeograph Wolfgang Meibeyer, die Oker sei bei der Gründung der Burg noch nicht bei Müden in die Aller gemündet, sondern bei Wienhausen. Daher entspreche die chronikalische erwähnte Mundburg der Nordburg, gelegen nördlich der Aller am Schwarzwasser, östlich von Wienhausen und nördlich von Langlingen. Spätestens 1439 gelang der Durchstich der Oker nach Norden bis Dieckhorst, eine Notiz in einer Urkunde des Rates zu Magdeburg weist darauf hin. Das erklärt auch, warum es entlang der neuen Okerlinie keine Dünen gibt. Gegen eine so späte Verlagerung der Okermündung spricht allerdings der Ortsname Müden, denn dieser Ortsname bedeutet „Mündung“ (Vgl. niederländisch -muiden, z. B. in IJmuiden).
Die Mundburg schützte den Privatbesitz von Bischof Bernward, der unter anderem in Schepelse und Wathlingen lag. In ähnlicher Form ließ der Bischof wenig später die Burg Wahrenholz an der Ise errichten, da der Weg von dort nach Wienhausen und Uetze über Hohne und Ahnsbeck vor den Einfällen der Wenden zu schützen war.

## Geschichte
Der Name Mundburg leitet sich nicht von Mündung ab, sondern bedeutet Schutzburg. Die Burg wurde nach 993 unter Bischof Bernward von Hildesheim am äußersten Rand seines Bistums mit Billigung Kaiser Ottos III. und auf eigenes Betreiben zur Abwehr gegen die Slawen erbaut. Otto III. war der Ziehsohn des Grafen, Priesters und späteren Bischofs Bernward. Zum Dank erhielt der Bischof die die Burg umgebenden Teile des Ostfalengaus von Heinrich II. nach dem Machtverlust der Brunonen als Geschenk. Die Kirche verlehnte dann diesen Besitz wiederum an die Brunonen (Brunig und seine Leute). Priester Bernward war auch anwesend, als man sich in der Hesleburg bei Heeßel 990 oder 993 traf, um die Grenzen der Bistümer Minden (Engern) und Hildesheim (Ostfalen) festzulegen. Die Mundburg war Teil einer gegen die Normannen und Slawen gerichteten Befestigungslinie an Aller und Nebenflüssen. Ihre Besatzung unterstand möglicherweise der wechselnden Herrschaft von Adel und Kirche. Möglicherweise war die Burg nur für kurze Zeit in Benutzung, denn 1003 fiel mit dem Bündnis Königs Heinrich II. mit den Lutizen der Hauptgrund für ihre Errichtung weg.
Zwischen etwa 994 bis 1010 ließen in der Mundburg Bischof Bernward, die Billunger und die Stader Grafen Münzen prägen. In der Mundburg wurde auch ein Teil des Lösegeldschatzes von 2000 Talenten Silber geprägt, der den Wikingern nach ihrem Sieg bei Stade für die Freilassung sächsischer Edler gezahlt wurde. Die Münzen wurden, wie andere Münzen aus dem Deutschen Reich der Ottonenzeit auch, in Hortfunden bis ins Baltikum (wie etwa dem Schatz von Stige) wiedergefunden.